# Museu Arqueològic d'Elda
El Museu Arqueològic Municipal d'Elda ocupa tota una planta de la Casa de Cultura i acull importants mostres i restes de les cultures ibèrica, romana i paleocristiana.

## Història
Va ser inaugurat el 1983 amb objectes procedents de la Secció d'Arqueologia del Centre Excursionista Eldense i de col·leccions d'aficionats. Conté peces i restes de gran valor, com els trobats en el Jaciment Arqueològic El Monastil, el Castell-Palau d'Elda i la Talaia de la Serra de la Torreta. Conserva, a més, peces procedents del Casc Antic, les viles romanes dels marges del Vinalopó i el jaciment de la muntanya Bolón/Peña del Trinitario.
Entre les seues millors peces es troben la Sirena del Monastil, important peça íbera i un magnífic fragment de la tapa d'un sarcòfag paleocristià del cicle de Jonás, el qual pertany al segle iv, al costat d'altres restes oposades en el Poblat íbero-romà del Monastil i vestigis del període del Neolític trobats al jaciment arqueològic "Trinitario", a les faldilles de la muntanya Bolón, com el famós enterrament infantil.
El museu, des de la seua ampliació al 2011, compta amb una sala d'exposicions temporals en la planta baixa i amb dues sales d'exposició permanent en la primera i segona planta, així com una biblioteca de suport per a estudiants i interessats en la matèria.
La primera sala d'exposició permanent conté l'exposició de les restes trobades de les cultures Prehistòriques (des de l'època del Neolític), Orientalitzant i Ibèrica; la segona sala conté material il·lustratiu de les cultures romana, romana d'Orient, visigoda, islàmica, moderna i contemporània.
Les restes exposades al Museu Arqueològic d'Elda van ser trobats al poblat i la necròpoli de l'edat del bronze de Bolón, la ciutat íbero-romana del Monastil, les viles romanes de les Agualejas, El Melich, Arc Sempere i Casa Colorá, el Castell Medieval i els solars del nucli antic de la ciutat. Amb ells es demostra que els habitants de la vall d'Elda eren agricultors, ramaders, artesans i comerciants.
El museu compta amb més de 146.000 peces, de les quals només 890 s'exposen a les seues sales. De totes elles, podem trobar ceràmiques ibèriques, amb gots decorats, ceràmiques romanes estampades, sigillatas, llucanes i terracotas.

## Ubicació
El museu es troba, actualment, a la primera planta de la Casa Municipal de Cultura, a l'edifici originari construït l'any 1983.
En aquest edifici es troba la zona de direcció del museu, la biblioteca i l'administració i l'exposició museugràfica, que està distriubuïda en quatre sales: Prehistòria, Cultura Ibèrica, Romana i l'edat mitjana.

## Funcions del museu
Les tasques bàsiques se centren en incrementar, conservar, exposar i difondre els elements del Patrimoni històric i artístic d'Elda. A més, el personal del Museu assessora i informa a tots els ciutadans sobre qualsevol aspecte arqueològic i històric. Amb la seua Biblioteca (amb prop de 2.000 volums) dona suport a un gran nombre d'estudiants i altres grups interessats en la matèria.
És important la difusió dels materials arqueològics conservats, per això s'utilitzen els llocs d'exposició que progressivament solen ser més didàctiques, per facilitar als ciutadans la comprensió dels fons del Museu. Una altra qüestió imprescindible per aconseguir aquesta difusió és l'edició de publicacions divulgatives i científiques.